# ماكس فيرغسون شنايدر
ماكس فيرغسون شنايدر (بالإنجليزية: Max Ferguson Schneider)‏ هو ضابط أمريكي، ولد في 8 سبتمبر 1912 في شيناندواه في الولايات المتحدة، وتوفي في 25 مارس 1959 في كوريا الجنوبية.